# Paul Hewitt
Paul Harrington Hewitt (Kingston, 4 maggio 1963) è un allenatore di pallacanestro giamaicano naturalizzato statunitense.